# لوردس دومینگز لین
 لوردس دومینگز لین (اسپانیایی: Lourdes Domínguez Lino‎؛ زاده ۳۱ مارس ۱۹۸۱) یک تنیس‌باز اهل اسپانیا است.